# Suspensión (castigo)
La suspensión es una forma de castigo que reciben las personas por violar reglas y reglamentos.

## Lugar de trabajo
La suspensión es una práctica común en el lugar de trabajo por estar en violación a la política de la empresa. Las suspensiones de trabajo se producen cuando un gerente o supervisor considere una acción de un empleado, ya sea intencional o no intencional, como una violación de la política que debería resultar en un curso de castigo, y cuando la ausencia del trabajador durante el período de suspensión no afecte a la compañía. Esta forma de acción perjudica a los empleados porque el/ella no tendrá horas de trabajo para el/los período/s que este suspendido y, por lo tanto, no recibirá pago, a menos que la suspensión sea con goce de sueldo, o sea impugnada y posteriormente volcada. Algunos puestos de trabajo, que pagan el sueldo, pueden haber pagado las suspensiones, en la que el trabajador afectado no podrá volver a ir a trabajar, pero seguirá recibiendo sueldo. En general, las suspensiones se consideran más efectivas si el trabajador afectado sigue pendiente de pago. También generalmente, las suspensiones se dan después de declaraciones de otros medios de asesoramiento que se han agotado, pero algunas violaciones pueden dar lugar a la suspensión inmediata. Las suspensiones son seguidas, y cualquier número de ellas, de prohibición de que reciba aumentos, bonificaciones o promociones, o podría provocar el despido de la empresa.
Las cláusulas de suspensión son los componentes más comunes de los acuerdos de negociación colectivos. Las suspensiones pueden ser impugnadas por los trabajadores sindicalizados en las organizaciones mediante la presentación de una queja.
También se puede utilizar suspensión con sueldo completo cuando un empleado tiene que ser retirado del lugar de trabajo para no perjudicar la investigación. Esto no se utiliza como un castigo, sino con en el mejor interés del empresario. Por ejemplo, un oficial de policía que dispara a una persona mientras estaba en servicio, mientras que tener una suspensión con goce de sueldo durante la investigación no es castigo, sino que es para que el Departamento lleve a cabo su investigación. La mayoría de los oficiales involucrados en tiroteos acaban sin recibir castigo alguno.

## Deporte
La suspensión es un castigo en el deporte, donde los jugadores no podrán jugar un cierto número de partidos futuros. Estas suspensiones pueden ser emitidas por las infracciones graves de las reglas del juego (como faltas personales), las peleas en el transcurso del juego en el que el jugador fue parte de la maldad, o una falta fuera del campo (como ilegal o sustancia prohibida uso).
Generalmente, un atleta que está suspendido deberá renunciar a su salario durante el curso de la suspensión, y dependiendo del equipo o reglas de la liga, no pueden ser autorizados a ponerse su uniforme o estar presente con el equipo durante el curso del juego.

## Academia
En el mundo académico, en la suspensión es obligatorio dejar asignado a un estudiante como una forma de castigo que puede durar desde un día hasta varias semanas, tiempo durante el cual el estudiante no puede asistir a clases en la escuela regular. Los padres del estudiante o tutores suelen ser notificados en cuanto a la razón y la duración de la suspensión. A veces los estudiantes tienen que completar el trabajo durante sus suspensiones y no reciben ningún crédito. Además, a su regreso a la escuela, a menudo es obligatorio que el estudiante, sus padres o tutores, y un administrador de la escuela tengan una reunión para discutir y evaluar el asunto. En algunas escuelas esta reunión es previa a la suspensión.
Las solicitudes de algunas universidades piden a los estudiantes, estén o no hayan sido suspendido. En algunos lugares en los Estados Unidos, la suspensión se anota en una transcripción, y es un elemento clave en el proceso de aceptación en la universidad, dando una ventaja a aquellos que no han sido suspendidos. Sin embargo, en otros lugares no informan de las suspensiones o están expresamente prohibido hacerlo bajo la ley estatal.
Los estudiantes que visiten la escuela en suspensión, puede ser detenidos por entrar ilegalmente. Esto podría resultar en una extensión de la suspensión, servicio a la comunidad, y a veces ir a la cárcel. Los estudiantes que continúen visitando la escuela en suspensión, pueden ser expulsados y condenados a más, a castigos más severos.

### Ejemplos de faltas de disciplina muy graves
Violencia
1. Hurto comprobado a cualquier miembro de la comunidad o de la institución educativa.
2. Porte de cualquier tipo de arma corto punzante, de fuego o cualquier otro tipo de arma y/o herramienta que pueda atentar contra integridad de las personas de la institución educativa.
3. Amenazar de muerte a compañeros(as) o miembros de la comunidad educativa.

Drogas
1. Llegar a la institución bajo los efectos del licor o de cualquier tipo de estupefacientes.

Sexualidad
1. Tener relaciones sexuales dentro de la institución, masturbarse, acosar sexualmente o hacer acoso escolar a sus compañeros(as) de colegio.
2. Sobornos y/o extorsiones comprobadas a cualquier miembro de la comunidad educativa.
3. Promulgar falsas acusaciones contra la reputación de compañeros(as), y en general miembros de la comunidad educativa.
4. Violentar el derecho a la intimidad.

Vandalismo
1. Organizar o pertenecer a grupos que atenten contra la comunidad educativa.
2. Destrucción de materiales y objetos ajenos a su propiedad que se encuentren en la institución.
3. Incumplimiento de los compromisos académicos y/o disciplinarios firmados entre la institución, estudiante, padres de familia o acudientes.

De repetirse muchas veces estas faltas de disciplina la institución se ve obligada a expulsar al indisciplinado, es decir no aceptarlo más como alumno o pupilo.
(Normas extraídas de )

### Suspensión en la escuela
La suspensión en la escuela (SELE), a veces conocida como "suspensión en la casa" o "suspensión del campus", es una configuración alternativa que elimina a los estudiantes de la clase por un período de tiempo, mientras exige a los mismos asistir a la escuela y terminar sus trabajos. A menudo, esta forma de castigo se elige, ya que proporciona la supervisión y la estructura de los días de los estudiantes, mientras que un estudiante que recibe una suspensión fuera de la escuela recibe fundamentalmente unas vacaciones no programadas, como fuera de la suspensión escolar ampliamente considerada como nada más que una recompensa agradable para la mayoría de los estudiantes (especialmente a los que fruncen el ceño al tener que ir a la escuela), en lugar de un castigo severo. Generalmente, un estudiante asignado a suspensión en la escuela pasa todo el día escolar en el lugar designado de la SELE, completa el trabajo presentado previamente por los profesores del estudiante, y es supervisado por el personal de la escuela.
Una variación de suspensión en la escuela requiere que el estudiante llegue a la escuela a un sábado designado para servir a su castigo, en lugar de perder clases durante la semana. Este tipo de castigo se conoce comúnmente como "Sábado escuela", aunque puede ir también con otros nombres. Este nombre se utiliza también para indicar la detención, un castigo menos grave.
La exclusión escolar se asocia con efectos indeseables en el desarrollo de los niños. Estudios previos muestran una relación consistente entre la exclusión y el bajo rendimiento académico, conducta antisocial y dificultades de inserción en el mercado laboral. Estas exclusiones afectan de manera desproporcionada a los hombres, a las minorías étnicas, a aquellos que provienen de ambientes socioeconómicos vulnerables y a los estudiantes con necesidades educativas especiales.
Una revisión sistemática de 37 estudios, la mayoría realizados en Estados Unidos y el resto en el Reino Unido, evalúa el impacto de intervenciones en la reducción de la exclusión escolar. Las intervenciones estudiadas producen una pequeña aunque significativa reducción de la exclusión escolar durante los primeros seis meses, efecto que se diluye a largo plazo. Los cuatro tipos de intervenciones que demostraron ser más efectivas fueron: mejorar habilidades académicas, asesoramiento, tutoría, y capacitación de los maestros. Para obtener mejores conclusiones, sin embargo, se deben llevar a cabo más estudios y en otros países donde la exclusión sea común.